# The Unplanned Elopement
The Unplanned Elopement è un cortometraggio muto del 1914 diretto da E.H. Calvert.

## Trama
Una giovane coppia si imbarca per l'Europa in una fuga imprevista.

## Produzione
Il film fu prodotto dalla Essanay Film Manufacturing Company.

## Distribuzione
Distribuito dalla General Film Company, il film - un cortometraggio in due bobine - uscì nelle sale cinematografiche statunitensi il 27 ottobre 1914.